# Palazzo Sangiorgi

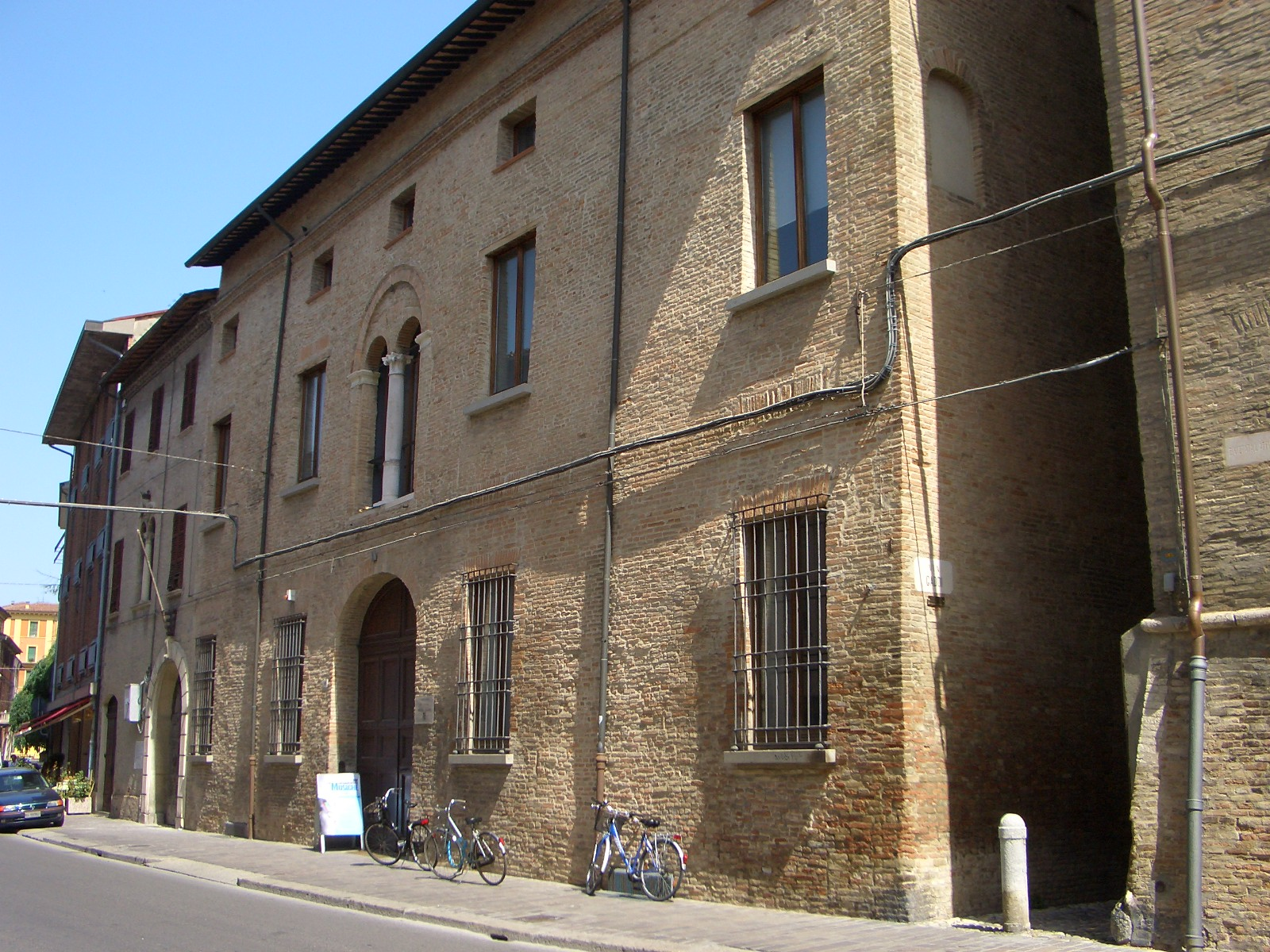
Palazzo Sangiorgi in Forlì, Sitz der Musikschule „Angelo Masini“

Der Palazzo Sangiorgi ist ein Palast im historischen Zentrum von Forlì in der italienischen Region Emilia-Romagna. Er besteht aus zwei getrennten Gebäuden, die durch einen gemeinsamen Innenhof getrennt sind. Das Hauptgebäude liegt am Corso Giuseppe Garibaldi, das Nebenhaus am Vicolo Gaddi. Ein zweiter Innenhof liegt auf der Rückseite des Nebenhauses.
Das Fehlen jeder Art von Dokumentation über den Palazzo Sangiorgi hat dazu geführt, dass die ursprüngliche Verwendung des Palastes lange Zeit im Dunkeln blieb. Die Regelmäßigkeit der Tür- und Fensteröffnungen und die elegante Fassade haben schon lange die Vermutung geschürt, dass dies ein Adelspalast ist.
Restaurierungsarbeiten in den 1980er-Jahren haben jedoch Zeichen ans Licht gebracht, die eine völlig andere und zudem plausiblere These unterstützen. Besonders im Saal des Nebenhauses wurde ein Boden aus Kieseln unter dem aus Terrakottafliesen gefunden. Entlang der Umfassungsmauern entdeckte man Stellen zum Anbinden von Tieren. Schließlich ist der mittlere Bereich das Saals durch eine Absenkung und durch eine Entwässerungsrinne gekennzeichnet, die zu einem Abfluss im Hof führt.
Diese Elemente haben zu dem Schluss geführt, dass der Palazzo Sangiorgi ursprünglich ein Nebengebäude des mittelalterlichen Palazzo Gaddi war, das zum Teil als Stall und zum Teil als Lager oder Scheune genutzt wurde und darüber hinaus vermutlich als Wohnstatt der Dienerschaft der Herren Gaddi.
Seit September 1988 ist der Palazzo Sangiorgi Sitz der Musikschule „Angelo Masini“ und später auch der staatlichen Musikschule von Forlì und des Orchesters „Bruno Maderna“.

## Bildergalerie

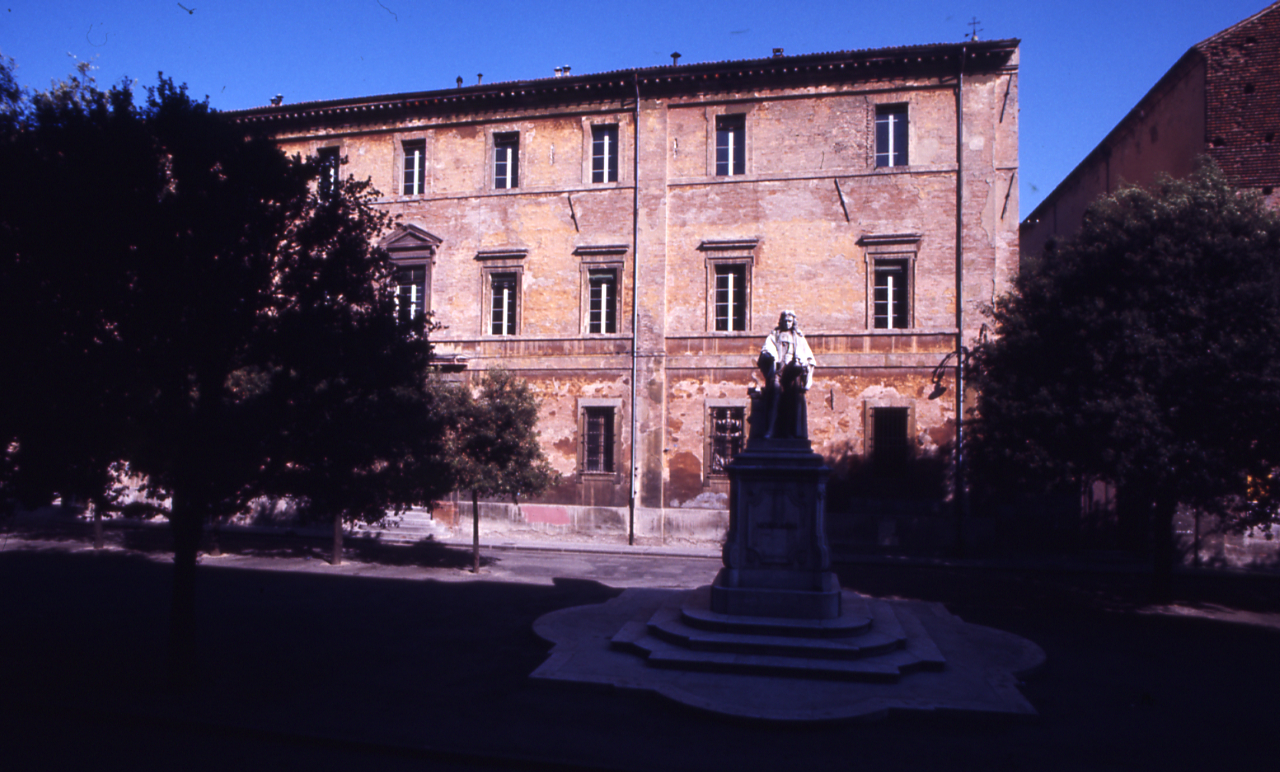
Palazzo Sangiorgi auf einem Foto von Paolo Monti, 1971
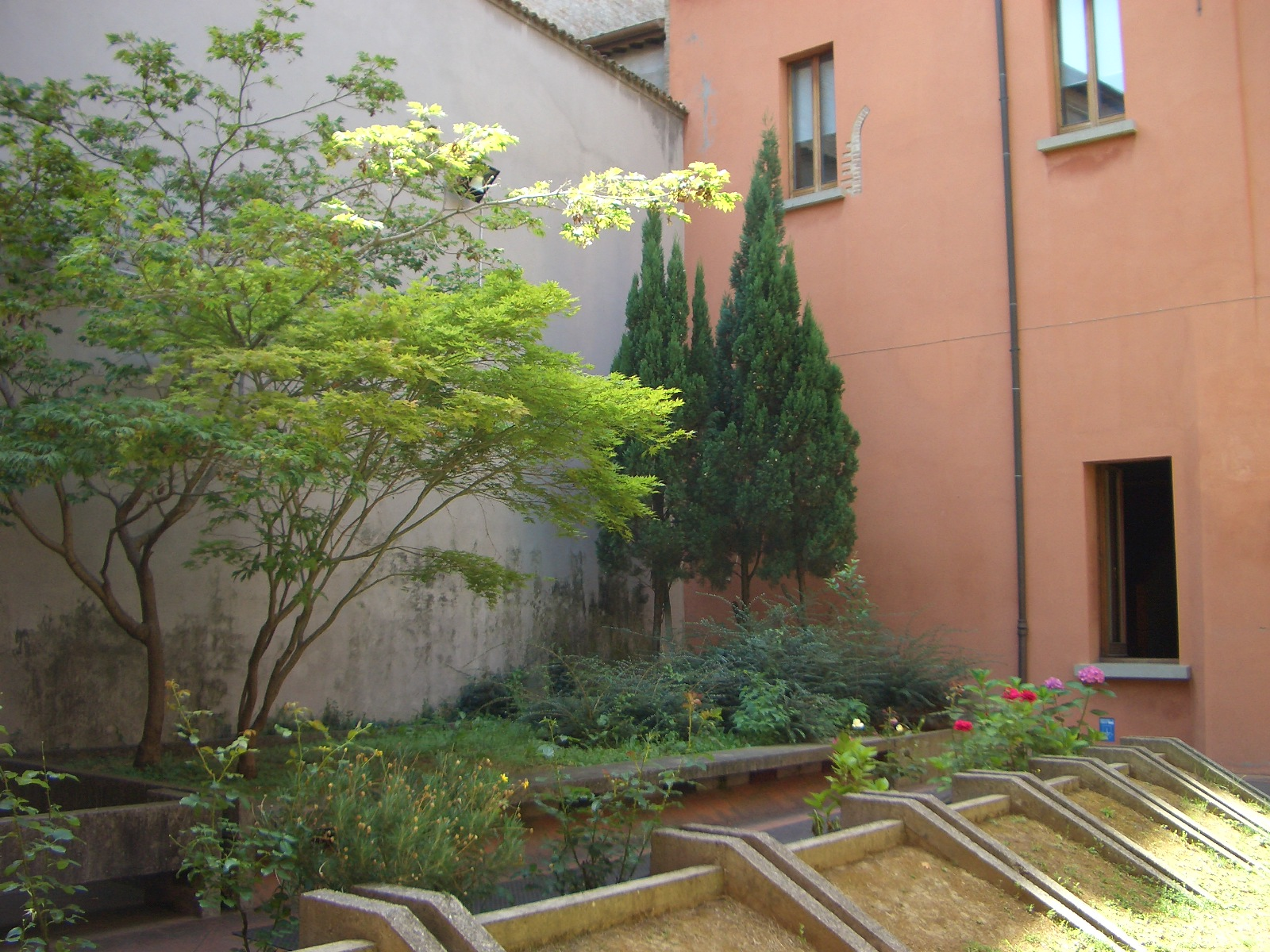
Palazzo Sangiorgi in Forlì: Innenhof
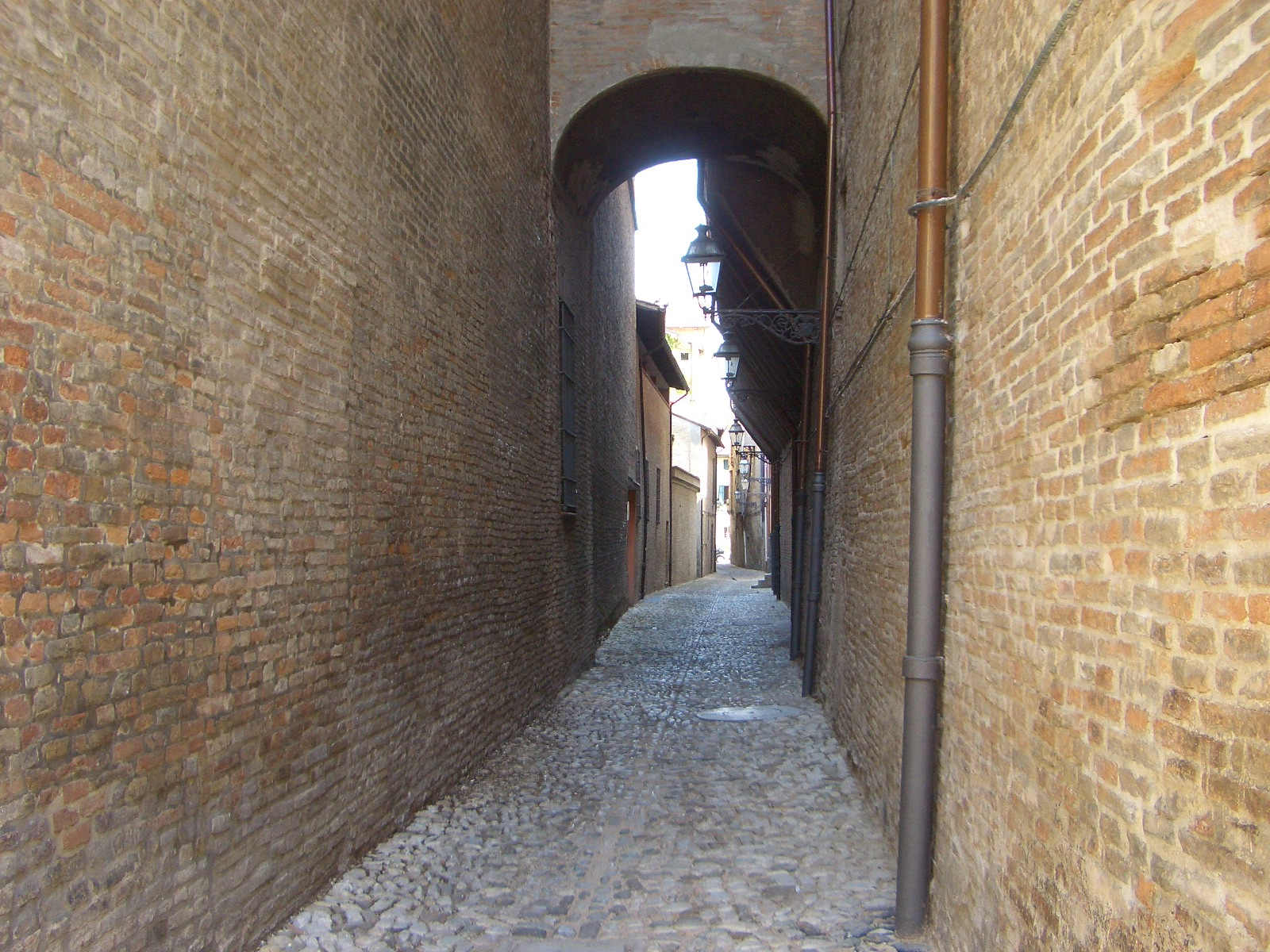
Vicolo Gaddi in Forlì, an der das Nebenhaus des Palazzo Sangiorgi liegt